# Boa Ventura de São Roque
Boa Ventura de São Roque es un municipio brasileño del estado del Paraná. Posee una población de 6549 según el censo IBGE del año 2010.